# 格雷戈里奥·鲁伊斯
格雷戈里奥·鲁伊斯（Gregorio Ruiz，1844年9月7日—1913年2月9日）是一位墨西哥将领，曾参与墨西哥革命中的武装冲突。他曾在英雄军校学习，並于1864年成为墨西哥陆军后备军中尉。他曾参加过抵抗法國武裝干涉墨西哥以及反马西米连诺一世的战争。他也曾在1876年参加过平定普埃布拉州和瓦哈卡州的战役，还在1877和1888年分别参加过平定特皮克和錫那羅亞州的行动。1913年十日悲剧期间，鲁伊斯是主要密谋者，他反對弗朗西斯科·馬德羅。在事件刚爆发不久时，鲁伊斯和几名下属就被支持弗朗西斯科·馬德羅的联邦军俘虏并处决了。